# Победнице европских првенстава у атлетици у дворани — 1.500 метара
Освајачице медаља на европским првенствима у атлетици у дворани у дисциплини трчања на 1.500 метара, која је у програму од шестог Европског првенства у дворани одржаном 1971. у Софији, приказане су у следећој табели. Постигнути резултати су приказани у минутима.
Најуспешнија атлетичарка, после 36 европских првенстава, је Румунка Дојна Мелинте са три освојене златне медаље и једном бронзаном. Од земаља најуспешнија је Румунија са укупно 22 медаља, од чега 10 златних, 8 сребрних и 4 бронзане.
Рекорд европских првенстава у трци на 1.500 метара у дворани држи Лора Мјур из Уједињеног Краљевства са 4:02,39 којег је истрчала у финалној трци Европског првенства 2017. у Београду.

## Освајачице медаља на европским првенствима у дворани
| ЕП                         |                                        | Резултат    |                                       | Резултат |                                         | Резултат |
| Софија 1971 детаљи         | Маргарет Бичам · Уједињено Краљевство  | 4:17,2 РЕП  | Људмила Брагина · Совјетски Савез     | 4:17,8   | Тамара Пангелова · Совјетски Савез      | 4:18,1   |
| Гренобл 1972 детаљи        | Тамара Пангелова · Совјетски Савез     | 4:14,62 РЕП | Људмила Брагина · Совјетски Савез     | 4:18,35  | Василена Амзина · Бугарска              | 4:18,84  |
| Ротердам 1973 детаљи       | Елен Тител · Западна Немачка           | 4:16,17     | Тонка Петрова · Бугарска              | 4:17,20  | Ирис Клаус · Источна Немачка            | 4:21,49  |
| Гетеборг 1974 детаљи       | Тонка Петрова · Бугарска               | 4:10,97 РЕП | Карин Бурнелајт · Источна Немачка     | 4:11,33  | Тамара Казачкова · Совјетски Савез      | 4:14,45  |
| Катовице 1975 детаљи       | Наталија Андреи · Румунија             | 4:14,7      | Татјана Казанкина · Совјетски Савез   | 4:14,8   | Елен Тител-Велман · Западна Немачка     | 4:16,2   |
| Минхен 1976 детаљи         | Бригите Краус · Западна Немачка        | 4:15,2      | Наталија Андреи-Марашеску · Румунија  | 4:15,6   | Розица Пехливанова · Бугарска           | 4:15,8   |
| Сан Себастијан 1977 детаљи | Мери Стјуарт · Уједињено Краљевство    | 4:09,37 РЕП | Весела Јацинска · Бугарска            | 4:10,0   | Румена Чавдарова · Бугарска             | 4:11,3   |
| Милано 1978 детаљи         | Илеана Силај · Румунија                | 4:07,1 РЕП  | Наталија Марашеску · Румунија         | 4:07,4   | Бригите Краус · Западна Немачка         | 4:07,6   |
| Беч 1979 детаљи            | Наталија Марашеску · Румунија          | 4:03,5 РЕП  | Замира Зајцева · Совјетски Савез      | 4:03,9   | Светлана Гускова · Совјетски Савез      | 4:07,4   |
| Зинделфинген 1980 детаљи   | Тамара Коба · Совјетски Савез          | 4:12,5      | Ана Букис · Пољска                    | 4:13,1   | Мери Парсел · Ирска                     | 4:14,2   |
| Гренобл 1981 детаљи        | Агнес Посамаи · Италија                | 4:07,49     | Валентина Иљиник · Совјетски Савез    | 4:08,17  | Љубов Смолка · Совјетски Савез          | 4:08,64  |
| Милано 1982 детаљи         | Габријела Дорио · Италија              | 4:04,01     | Бригите Краус · Западна Немачка       | 4:04,22  | Беате Либих · Источна Немачка           | 4:06,70  |
| Будимпешта 1983 детаљи     | Бригите Краус · Западна Немачка        | 4:16,14     | Марија Раду · Румунија                | 4:17,16  | Ивана Клајнова · Чехословачка           | 4:17,21  |
| Гетеборг 1984 детаљи       | Фица Ловин · Румунија                  | 4:10,03     | Ели ван Хулст · Холандија             | 4:11,09  | Сандра Гасер · Швајцарска               | 4:11,70  |
| Пиреј 1985 детаљи          | Дојна Мелинте · Румунија               | 4:02,54 РЕП | Фица Ловин · Румунија                 | 4:03,46  | Бригите Краус · Западна Немачка         | 4:03,64  |
| Мадрид 1986 детаљи         | Светлана Китова · Совјетски Савез      | 4:14,25     | Татјана Лебонда · Совјетски Савез     | 4:14,29  | Митика Јунгиату · Румунија              | 4:15,00  |
| Лијевен 1987 детаљи        | Сандра Гасер · Швајцарска              | 4:08,76     | Светлана Китова · Совјетски Савез     | 4:09,01  | Ивана Клајнова-Валтерова · Чехословачка | 4:09,99  |
| Будимпешта 1988 детаљи     | Дојна Мелинте · Румунија               | 4:05,77     | Митика Јунгиату-Константин · Румунија | 4:06,16  | Бригите Краус · Западна Немачка         | 4:07,06  |
| Хаг 1989 детаљи            | Паула Иван · Румунија                  | 4:07,16     | Марина Јачмењова · Совјетски Савез    | 4:07,77  | Светлана Китова · Совјетски Савез       | 4:08,36  |
| Глазгов 1990 детаљи        | Дојна Мелинте · Румунија               | 4:09,73     | Сандра Гасер · Швајцарска             | 4:10,13  | Виолета Беклеа · Румунија               | 4:10,44  |
| Ђенова 1992 детаљи         | Јекатерина Подкопајева · Уједињени тим | 4:06,61     | Љубов Кремљова · Уједињени тим        | 4:06,62  | Дојна Мелинте · Румунија                | 4:06,90  |
| Париз 1994 детаљи          | Јекатерина Подкопајева · Русија        | 4:06,46     | Људмила Рогачова · Русија             | 4:06,60  | Малгоржата Ридз · Пољска                | 4:06,98  |
| Стокхолм 1996 детаљи       | Карла Сакраменто · Португалија         | 4:08,95     | Јекатерина Подкопајева · Русија       | 4:09,65  | Малгоржата Ридз · Пољска                | 4:10,50  |
| Валенсија 1998 детаљи      | Терезија Кисл · Аустрија               | 4:13,62     | Лидија Чојецка · Пољска               | 4:14,93  | Виолета Секељ · Румунија                | 4:15,54  |
| Гент 2000 детаљи           | Виолета Секељ · Румунија               | 4:12,82     | Олга Кузњецова · Русија               | 4:13,45  | Јулија Козенкова · Русија               | 4:13,60  |
| Беч 2002 детаљи            | Јекатерина Пузанова · Русија           | 4:06,30     | Елена Јагар · Румунија                | 4:06,90  | Алесја Турава · Белорусија              | 4:07,69  |
| Мадрид 2005 детаљи         | Елена Јагар · Румунија                 | 4:03,09     | Корина Думбравеан · Румунија          | 4:05,88  | Хинд Дехиба · Француска                 | 4:07,20  |
| Бирмингем 2007 детаљи      | Лидија Чојецка · Пољска                | 4:05,13     | Наталија Пантелејева · Русија         | 4:06,04  | Олесја Чумакова · Русија                | 4:06,48  |
| Торино 2009 детаљи         | Наталија Родригез · Шпанија            | 4:08,72     | Соња Роман · Словенија                | 4:11,42  | Ројзин Мекгетиген · Ирска               | 4:11,58  |
| Париз 2011 детаљи          | Јелена Аржакова · Русија               | 4:13,78     | Нурија Фернандез · Шпанија            | 4:14,04  | Јекатерина Мартинова · Русија           | 4:14,16  |
| Гетеборг 2013 детаљи       | Абеба Арегави · Шведска                | 4:04,47     | Изабел Масијас · Шпанија              | 4:14,19  | Катаржина Броњатовска · Пољска          | 4:14,30  |
| Праг 2015 детаљи           | Сифан Хасан · Холандија                | 4:09,04     | Ангелика Цихоцка · Пољска             | 4:10,53  | Федерика Дел Буоно · Италија            | 4:11,61  |
| Београд 2017 детаљи        | Лора Мјур · Уједињено Краљевство       | 4:02,39 РЕП | Констанце Клостерхалфен · Немачка     | 4:04,45  | Софија Енауи · Пољска                   | 4:06,59  |
| Глазгов 2019 детаљи        | Лора Мјур · Уједињено Краљевство       | 4:05,92     | Софија Енауи · Пољска                 | 4:09,30  | Кијара Мегин · Ирска                    | 4:09,43  |
| Торуњ 2021 детаљи          | Елизе Вандерелст · Белгија             | 4:18,44     | Холи Арчер · Уједињено Краљевство     | 4:19,91  | Хана Клајн · Немачка                    | 4:20,07  |
| Истанбул 2023 детаљи       | Лора Мјур · Уједињено Краљевство       | 4:03,40     | Клаудија Бобочеа · Румунија           | 4:03,76  | Софија Енауи · Пољска                   | 4:04,06  |
| Апелдорн 2025              |                                        |             |                                       |          |                                         |          |

## Биланс медаља
| Ранг | Држава               |    |    |    |     |
| ---- | -------------------- | -- | -- | -- | --- |
| 1.   | Румунија             | 10 | 8  | 4  | 22  |
| 2.   | Уједињено Краљевство | 5  | 1  | 0  | 6   |
| 3.   | Совјетски Савез      | 3  | 8  | 5  | 16  |
| 4.   | Русија               | 3  | 4  | 3  | 10  |
| 5.   | Западна Немачка      | 3  | 1  | 4  | 8   |
| 5.   | Италија              | 2  | 0  | 1  | 3   |
| 7.   | Пољска               | 1  | 4  | 5  | 10  |
| 8.   | Бугарска             | 1  | 2  | 3  | 6   |
| 9.   | Шпанија              | 1  | 2  | 0  | 3   |
| 10.  | Швајцарска           | 1  | 1  | 1  | 3   |
| 11.  | Уједињени тим        | 1  | 1  | 0  | 2   |
| 11.  | Холандија            | 1  | 1  | 0  | 2   |
| 13.  | Аустрија             | 1  | 0  | 0  | 1   |
| 13.  | Португалија          | 1  | 0  | 0  | 1   |
| 13.  | Шведска              | 1  | 0  | 0  | 1   |
| 13.  | Белгија              | 1  | 0  | 0  | 1   |
| 17.  | Источна Немачка      | 0  | 1  | 2  | 3   |
| 18.  | Немачка              | 0  | 1  | 1  | 2   |
| 19.  | Словенија            | 0  | 1  | 0  | 1   |
| 20.  | Ирска                | 0  | 0  | 3  | 3   |
| 21.  | Чехословачка         | 0  | 0  | 2  | 2   |
| 22.  | Белорусија           | 0  | 0  | 1  | 1   |
| 22.  | Француска            | 0  | 0  | 1  | 1   |
|      | Укупно (23)          | 36 | 36 | 36 | 108 |

| Ранг | Атлетичар                  | Држава                 |   |   |   |   |
| ---- | -------------------------- | ---------------------- | - | - | - | - |
| 1.   | Дојна Мелинте              | Румунија               | 3 | 0 | 1 | 4 |
| 2.   | Лора Мјур                  | Уједињено Краљевство   | 3 | 0 | 0 | 3 |
| 3.   | Наталија Андреи-Марашеску  | Румунија               | 2 | 2 | 0 | 4 |
| 4.   | Бригите Краус              | Западна Немачка        | 2 | 0 | 0 | 2 |
| 5.   | Јекатерина Подкопајева     | Уједињени тим · Русија | 2 | 1 | 0 | 3 |
| 6.   | Светлана Китова            | Совјетски Савез        | 1 | 1 | 1 | 3 |
| 6.   | Сандра Гасер               | Швајцарска             | 1 | 1 | 1 | 3 |
| 8.   | Тамара Пангелова           | Совјетски Савез        | 1 | 1 | 0 | 2 |
| 8.   | Тонка Петрова              | Бугарска               | 1 | 1 | 0 | 2 |
| 8.   | Фица Ловин                 | Румунија               | 1 | 1 | 0 | 2 |
| 8.   | Лидија Чојецка             | Пољска                 | 1 | 1 | 0 | 2 |
| 8.   | Елена Јагар                | Румунија               | 1 | 1 | 0 | 2 |
| 13.  | Виолета Беклеа-Секељ       | Румунија               | 1 | 0 | 2 | 3 |
| 14.  | Елен Тител-Велман          | Западна Немачка        | 1 | 0 | 1 | 2 |
| 15.  | Људмила Брагина            | Совјетски Савез        | 0 | 2 | 0 | 2 |
| 16.  | Софија Енауи               | Пољска                 | 0 | 1 | 2 | 3 |
| 17.  | Митика Јунгиату-Константин | Румунија               | 0 | 1 | 1 | 2 |
| 18.  | Ивана Клајнова             | Чехословачка           | 0 | 0 | 2 | 2 |
| 18.  | Малгоржата Ридз            | Пољска                 | 0 | 0 | 2 | 2 |